# 驚爆夏威夷
《驚爆夏威夷》（英語：Paradise City）是一部2022年美國動作片，由查克·羅素執導，約翰·屈伏塔和布魯斯·威利主演。劇情講述萊恩·史旺（Ryan Swan）必須在夏威夷的犯罪世界中闖出一片天地，以報復謀殺父親的犯罪頭目。電影2022年11月11日在美國採有限上映及VOD發行。

## 演員
- 約翰·屈伏塔飾演巴克（Buck）
- 布魯斯·威利飾演伊恩·史旺（Ian Swan）
- 斯蒂芬·多爾夫飾演羅比·科爾（Robbie Cole）
- 布萊克·詹納飾演萊恩·史旺（Ryan Swan）
- 普拉亞·倫德伯格飾演薩凡納（Savannah）
- 柯瑞·拉吉飾演齊亞特（Zyatt）

## 製作
電影於2021年5月14日宣布，當時有報導稱布魯斯·威利和約翰·屈伏塔將進行他們26年後的再次合作（繼1994年的《低俗小說》之後）。
主體拍攝於5月17日在夏威夷茂宜島開始。2021年6月，斯蒂芬·多爾夫和布萊克·詹納加入劇組。兩週後拍攝結束。

## 評價
根据評論匯總网站爛番茄汇总的12篇评论文章，8%的评论家给予该作正面评价，平均打分为3.1分（满分10分）在Metacritic上，根據4位影評人的評分，這部電影的加權平均分為29分（滿分 100 分） ，表示“普遍不利的評論”。

## 外部連結
- 互联网电影数据库（IMDb）上《驚爆夏威夷》的资料（英文）